# Международный центр Видала Сассуна по изучению антисемитизма
Международный центр Видала Сассуна по изучению антисемитизма (англ. Vidal Sassoon International Center for the Study of Antisemitism (SICSA), ивр. המרכז הבינלאומי לחקר האנטישמיות ע"ש וידאל ששון‎) — междисциплинарный научно-исследовательский центр по изучению антисемитизма при Еврейском университете в Иерусалиме. Занимается сбором информации и распространением знаний, необходимых для понимания феномена антисемитизма. Ведёт исследования о многолетней истории отношений между евреями и другими народами, уделяя особое внимание периодам напряженности и кризиса. Основан Видалом Сассуном в 1982 году.

## Основатель
SICSA был основан Видалом Сассуном в 1982 году с целью сделать мир более безопасным местом для еврейского народа и не допустить повторение Холокоста. Впоследствии в течение 30 лет Сассун продолжал финансировать Центр, который пережил своего основателя.

## Руководство
- Глава Центра – профессор Мануэла Консонни (с 2015 года[7])

В прошлом Центр возглавляли:
- Иегуда Бауэр (1982—1995)
- Далия Офер (1995—2002)
- Роберт Вистрих (2002—2015)

## Деятельность
Основными направлениями деятельности центра являются:
- Поддержка исследовательских проектов, посвященных вопросам антисемитизма
- Публикация монографий серии «Studies in Antisemitism», серии «Posen Papers», материалов конференций и других материалов
- Обновляемая библиографическая база данных по антисемитизму (The Felix Posen Bibliographic Project)
- Издание ежегодного научного журнала «Antisemitism International»
- Исследование современных тенденций в антисемитизме и выявление потенциальных угроз (ACTA — Analisys of Current Trends In Antisemitism)
- Проведение международных конференций
- Мониторинг событий
- Доклады в парламентах, международных организациях, университетах и еврейских организациях
- Публикации в прессе и участие в теле- и радиопередачах
- Лекции и демонстрации фильмов с последующей дискуссией с аудиторией